# Rio Fişag
O Rio Fişag é um rio da Romênia, afluente do Olt, localizado no distrito de Harghita.